# Уценхајн
Уценхајн (њем. Utzenhain) општина је у њемачкој савезној држави Рајна-Палатинат. Једно је од 134 општинска средишта округа Рајн-Хунсрик. Према процјени из 2010. у општини је живјело 122 становника. Посједује регионалну шифру (AGS) 7140156.

## Географски и демографски подаци
Уценхајн се налази у савезној држави Рајна-Палатинат у округу Рајн-Хунсрик. Општина се налази на надморској висини од 400 метара. Површина општине износи 4,5 km². У самом мјесту је, према процјени из 2010. године, живјело 122 становника. Просјечна густина становништва износи 27 становника/km².